# Výrov (Blížejov)
Výrov je malá vesnice, část obce Blížejov v okrese Domažlice v Plzeňském kraji. Nachází se 1,5 kilometru jihozápadně od Blížejova. Je zde evidováno 11 adres. V roce 2011 zde trvale žilo jedenáct obyvatel.
Výrov leží v katastrálním území Výrov u Milavčí o rozloze 1,84 km².

## Historie
První písemná zmínka o vesnici pochází z roku 1410.

## Obyvatelstvo
| Rok            | 1869 | 1880 | 1890 | 1900 | 1910 | 1921 | 1930 | 1950 | 1961 | 1970 | 1980 | 1991 | 2001 | 2011 | 2021 |
| -------------- | ---- | ---- | ---- | ---- | ---- | ---- | ---- | ---- | ---- | ---- | ---- | ---- | ---- | ---- | ---- |
| Počet obyvatel | 99   | 102  | 106  | 104  | 118  | 105  | 87   | 63   | 52   | 35   | 21   | 14   | 6    | 11   | 11   |
| Počet domů     | 21   | 19   | 20   | 20   | 21   | 21   | 21   | 16   | 10   | 10   | 11   | 10   | 11   | 10   | 9    |

## Obecní správa
Při sčítání lidu v letech 1850–1899 Výrov byl osadou obce Blížejov v okrese Horšův Týn.
V letech 1900–1960 byl samostatnou obcí v okrese Horšovský Týn (v letech 1878–1910 Horšův Týn). V letech 1961–1990 byl částí obce Milavče v okrese Domažlice. Od 24. listopadu 1990 je opět částí obce Blížejov v okrese Domažlice. V letech 1900–1920 k obci patřily Mrchojedy.

## Pamětihodnosti
- Kaple na návsi

## Další fotografie

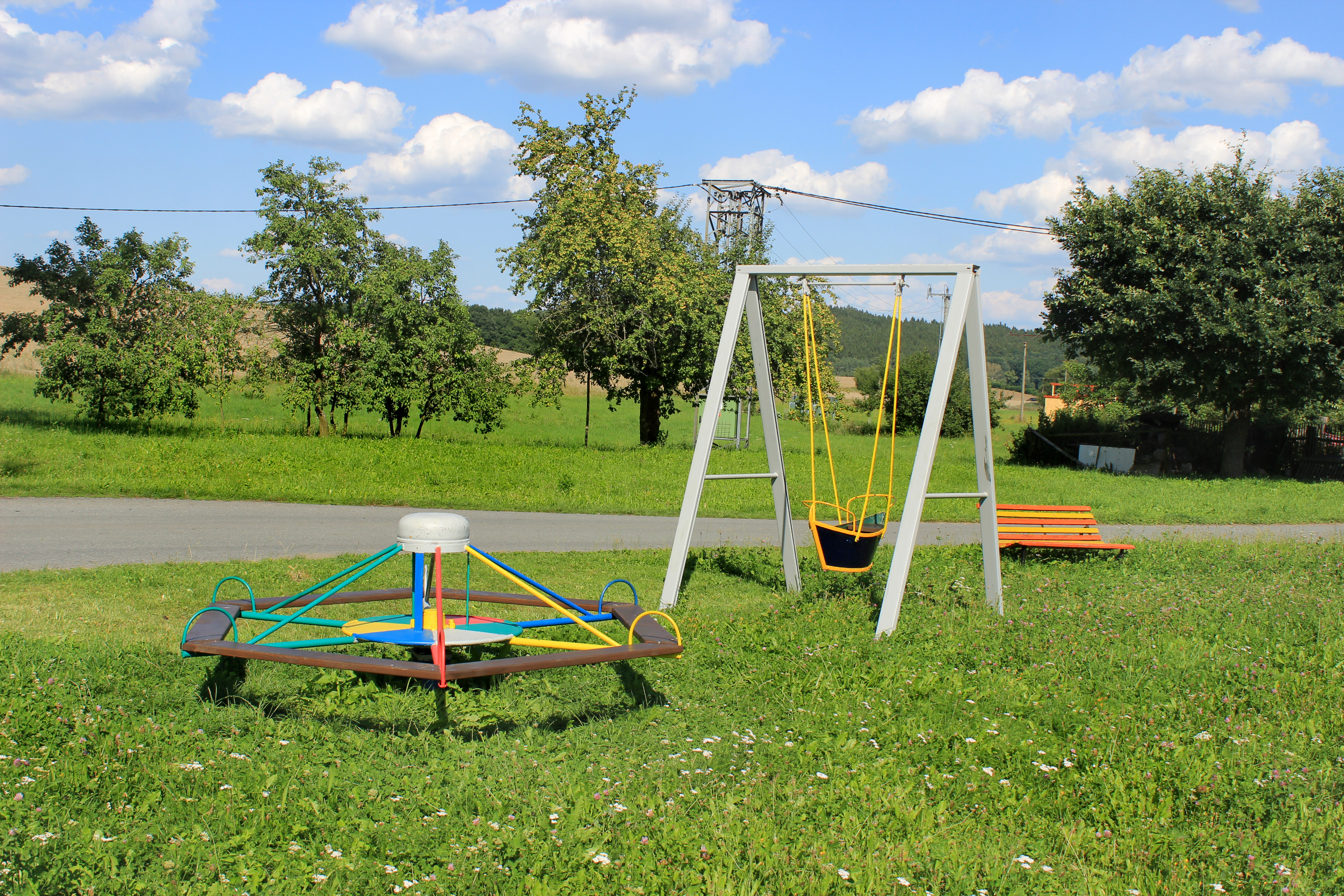
Dětské minihřiště
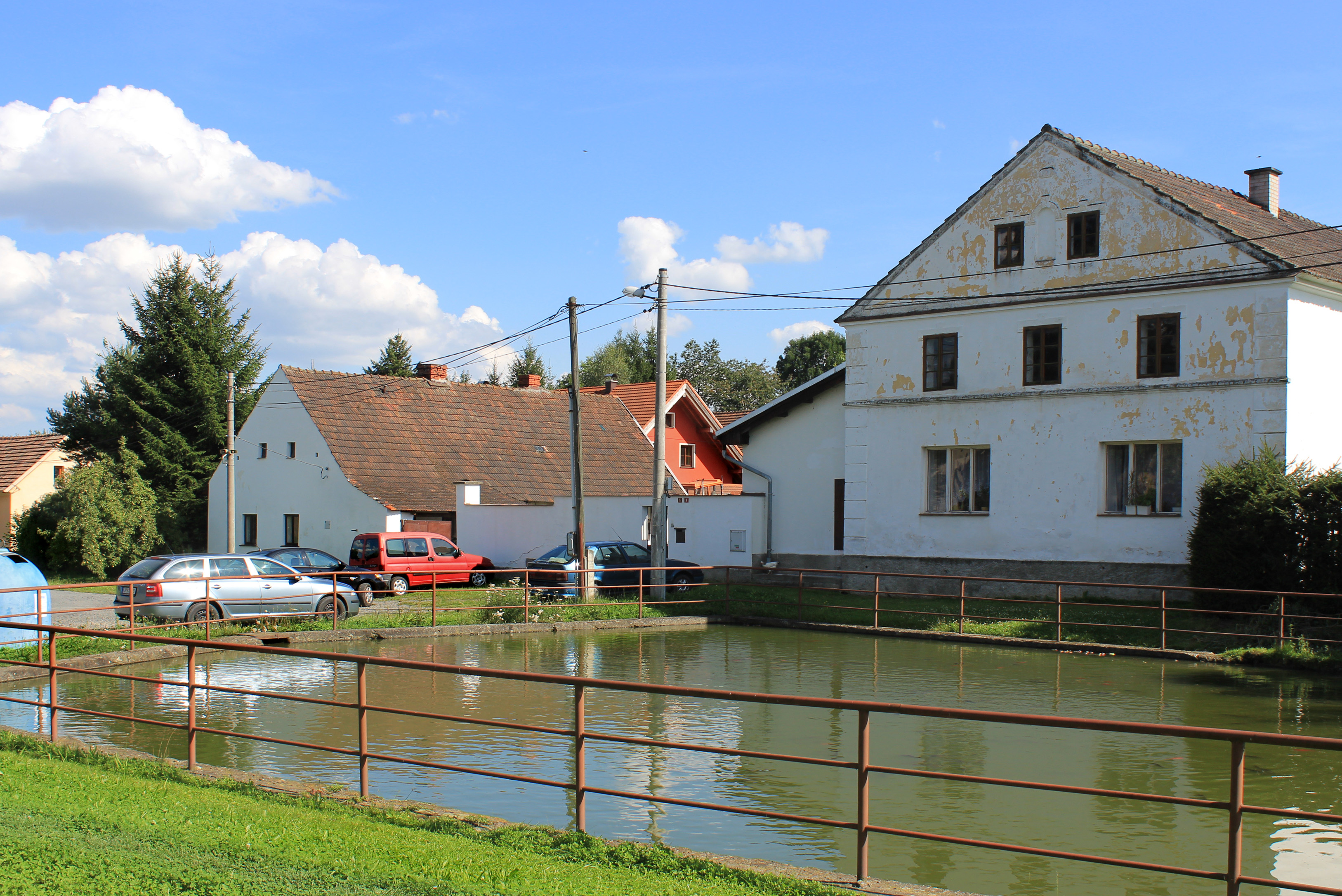
Rybník na návsi
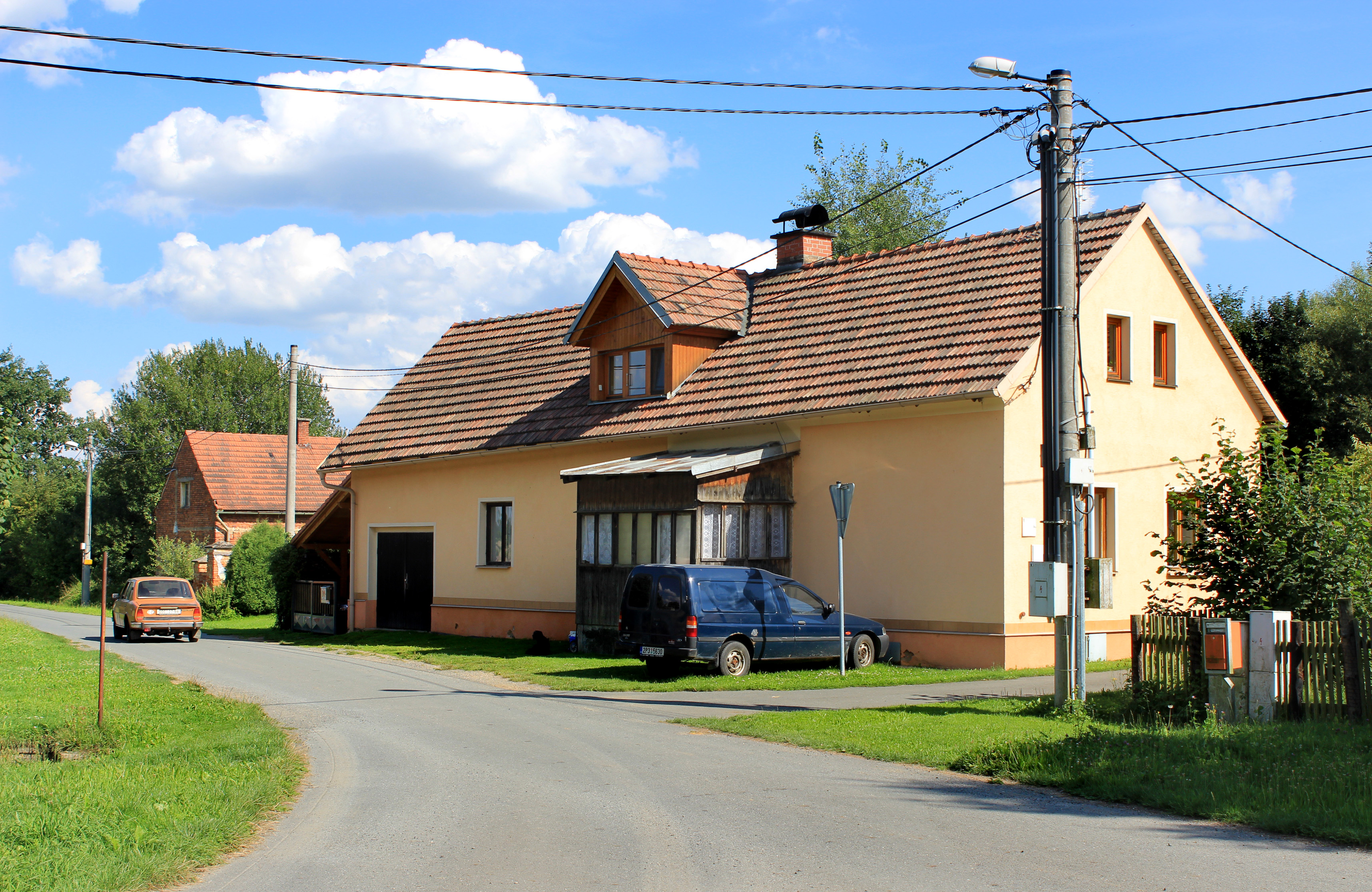
Silnice k Blížejovu